# Keuruu
Keuruu (Zweeds: Keuru) is een gemeente en stad in de Finse provincie West-Finland en in de Finse regio Centraal-Finland. De gemeente heeft een landoppervlakte van 1.257,97 km² en telt 9.250 inwoners (2022).

## Geboren in Keuruu
- Kalevi Sorsa (1930), politicus